# Manulea montana
Manulea montana är en flenörtsväxtart som beskrevs av O.M. Hilliard. Manulea montana ingår i släktet Manulea och familjen flenörtsväxter. Inga underarter finns listade i Catalogue of Life.